# Jardim António Borges
O Jardim António Borges é um parque público da cidade de Ponta Delgada, construído no estilo dos jardins românticos do século XIX. 
Foi fundado por António Borges da Câmara de Medeiros, um negociante e político açoriano interessado por Botânica, no séc. XIX, que importou para a ilha de São Miguel algumas centenas de espécies exóticas, transformando a sua propriedade num jardim botânico. Foi adquirido pelos seus herdeiros pela Câmara Municipal de Ponta Delgada para ser o parque da cidade, em 1957. Sendo palco de múltiplas actividades desportivas, lúdicas e culturais, é um dos maiores espaços verdes da cidade e um dos seus locais mais aprazíveis, reunindo vegetação de todos os continentes.

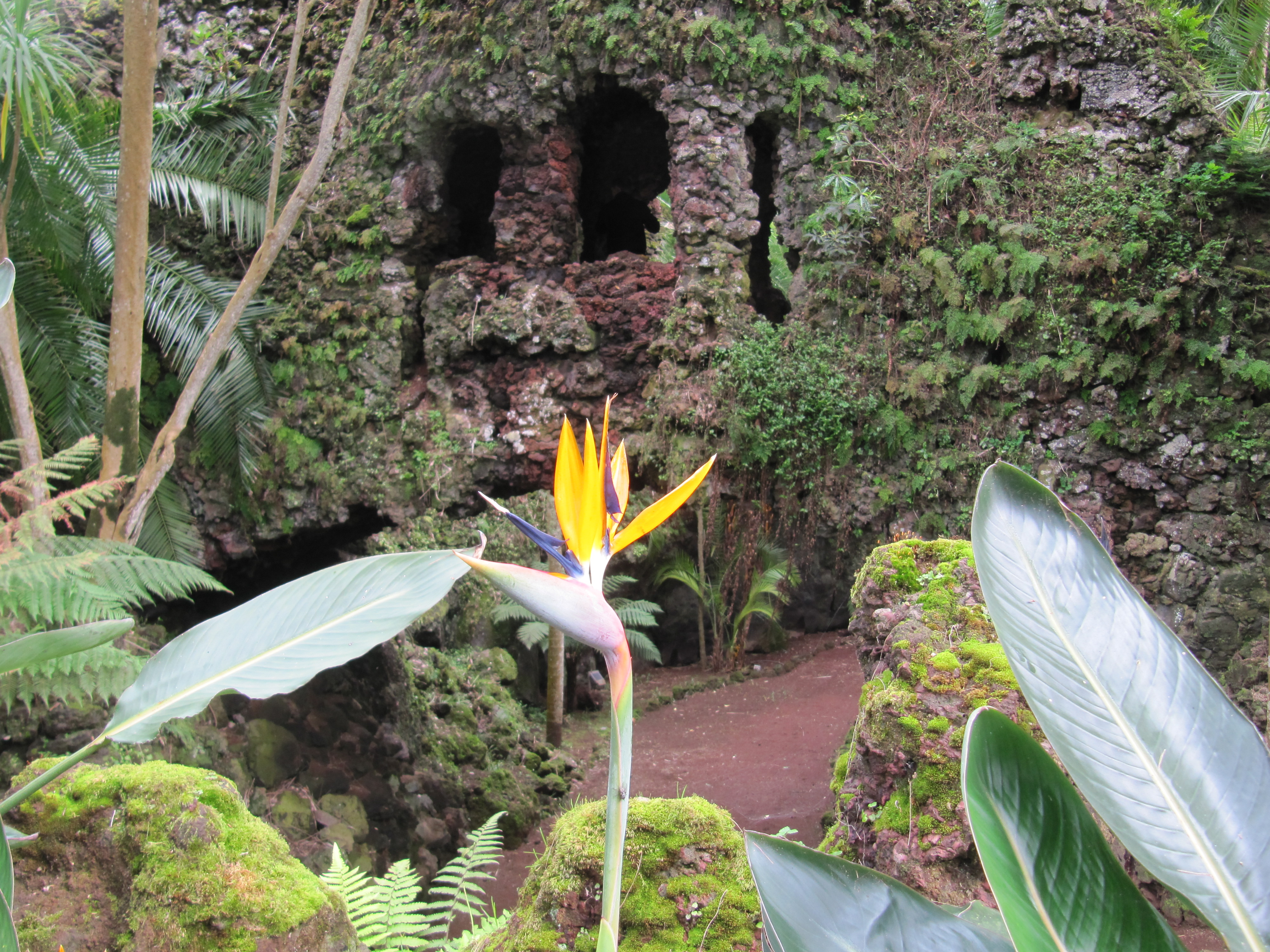
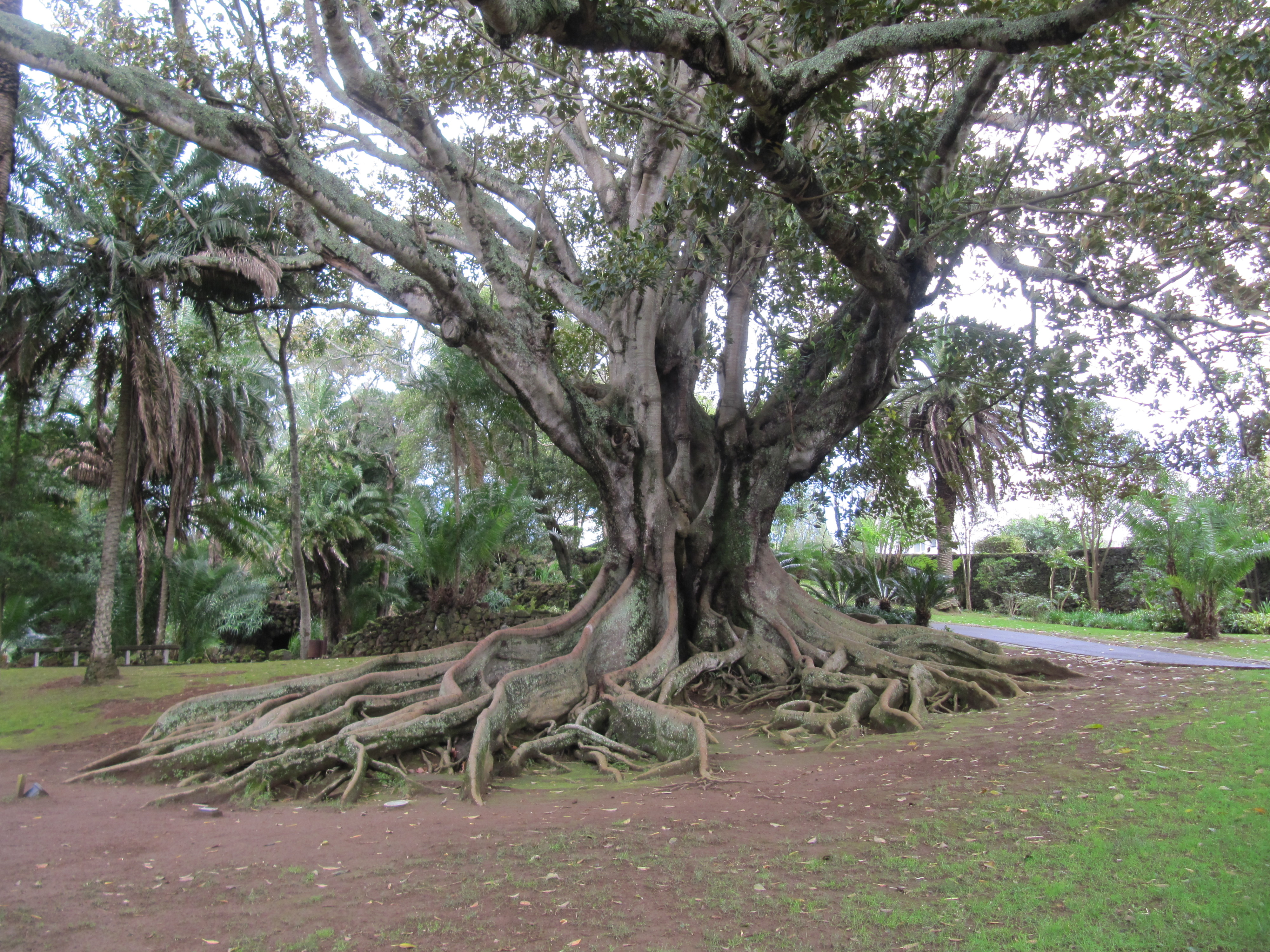
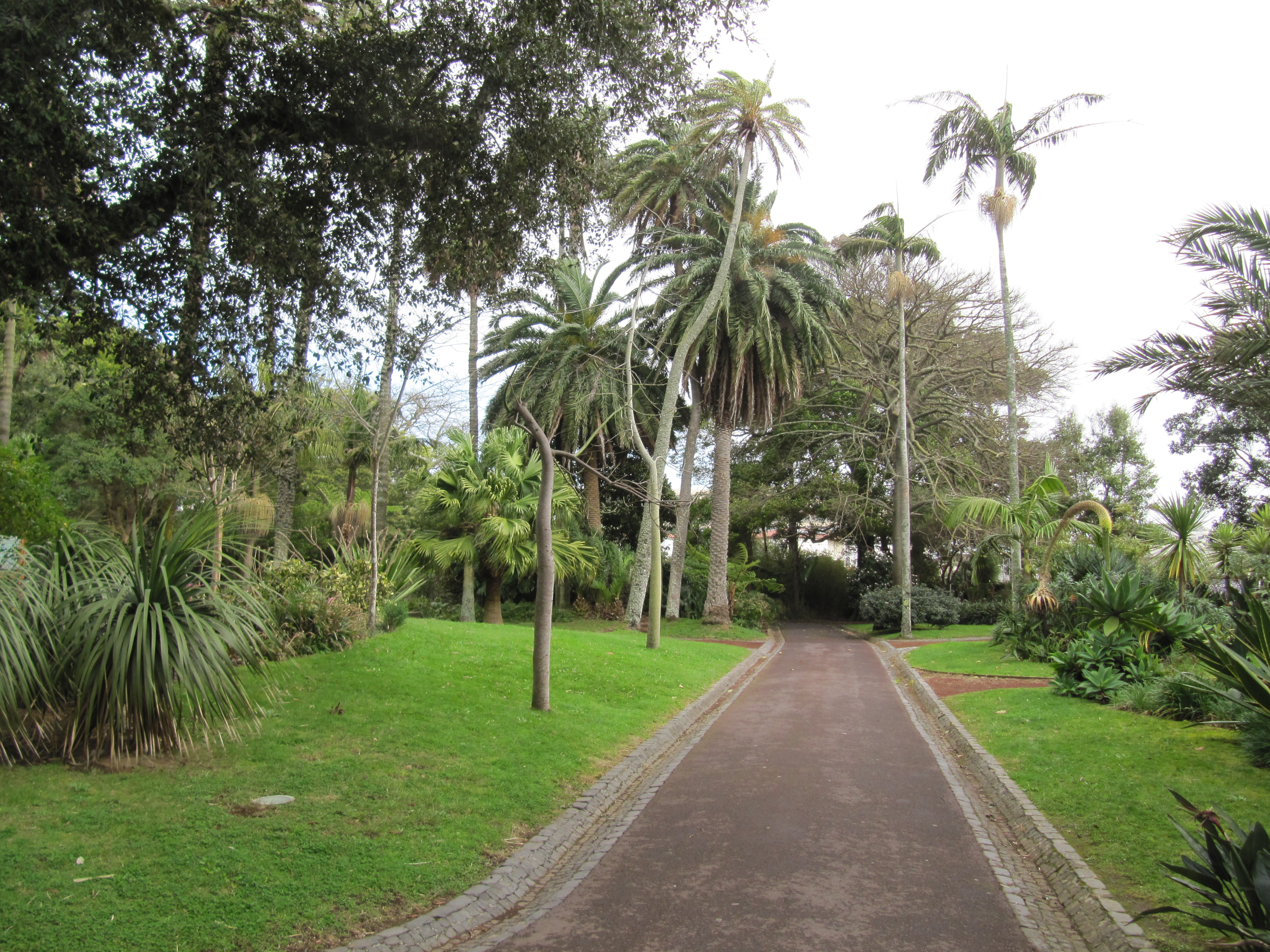
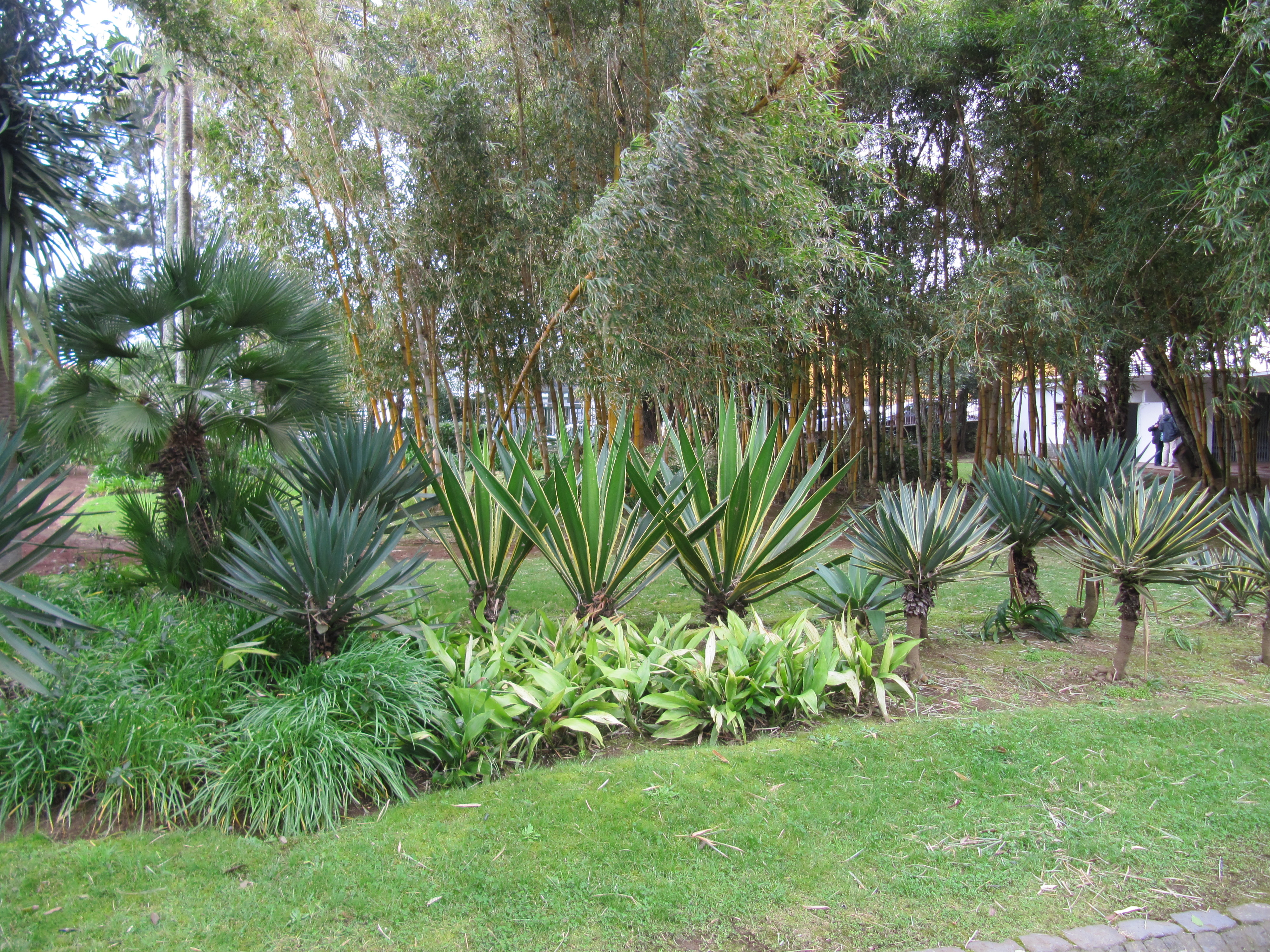